# Bảo Thiên Kỳ
Bảo Thiên Kỳ (Tiếng Trung: 鲍天琦, bính âm: Bào tiānqi), sinh ngày 17 tháng 8 năm 1992 tại Bắc Kinh, là một nữ diễn viên người Trung Quốc, tốt nghiệp khóa đại học năm 2010 của Học viện Điện ảnh Bắc Kinh.

## Sự nghiệp diễn xuất
Năm 2010, Bảo Thiên Kỳ  tham gia buổi thử giọng toàn quốc của "Hồng Lâu Mộng"  và được chọn đóng vai chính trong phim. Đây cũng là bộ phim đầu tiên của cô.
Năm 2013, cô tham gia bộ phim truyền cảm hứng dành cho giới trẻ "Không phải hoa chẳng phải sương". Sau đó, tham gia bộ phim truyền hình "Người phụ nữ trong gia đình kiếm sĩ" với sự tham gia của Đồng Lệ Á và Dương Thước.
Năm 2014, cô tham gia bộ phim võ thuật cổ trang "Hoa Thiên Cốt" đóng cùng Hoắc Kiến Hoa và Triệu Lệ Dĩnh. Cùng năm, cô hợp tác với Phương Lực Thân trong bộ phim "Hoa song sinh".
Năm 2015, Bảo Thiên Kỳ đóng vai chính trong bộ phim tình cảm "Cuộc chiến hoa hồng" với Lý Thái Hoa và Kim Tuyên Nhi.
Năm 2016, tham gia ghi hình cho chương trình âm nhạc của đài truyền hình vệ tinh Chiết Giang "Đại thần song ca là ai".
Năm 2017, cô tham gia 2 bộ phim cổ trang đình đám "Họa Tâm Sư" và "Túy Linh Lung".
Năm 2020, cô tham gia bộ phim cổ trang "Nguyệt Thượng Trùng Hỏa".
Năm 2021, Bảo Thiên Kỳ đóng vai chính trong bộ phim thanh xuân Xưa kia có ngói lưu ly.

## Danh sách phim

### Phim truyền hình
| Năm  | Tựa Đề                              | Tựa Đề Tiếng Trung | Vai               | Ghi Chú   |
| ---- | ----------------------------------- | ------------------ | ----------------- | --------- |
| 2010 | Hồng Lâu Mộng                       | 新紅樓夢           | Phong Nhi         | Vai chính |
| 2013 | Không phải hoa chẳng phải sương     | 花非花霧非霧       | Thiệu Tuyên       | Vai chính |
| 2014 | Người phụ nữ trong gia đình kiếm sĩ | 刀客家族的女人     | Cát Vân Hà        | Vai chính |
| 2014 | Hoa song sinh                       | 雙生花             | Bạch Tĩnh         | Vai chính |
| 2015 | Hoa Thiên Cốt                       | 花千骨             | Khinh Thủy        | Vai phụ   |
| 2016 | Cuộc chiến hoa hồng                 | 薔薇的戰爭         | Sái Linh Lị       | Vai chính |
| 2017 | Họa Tâm Sư                          | 画心师             | Lục Tiểu Mạn      | Vai chính |
| 2017 | Túy Linh Lung                       | 醉玲珑             | Định Thủy         | Vai phụ   |
| 2018 | Huyền Môn Đại Sư                    | 玄门大师           | Cảnh Linh         | Vai phụ   |
| 2020 | Nguyệt Thượng Trùng Hỏa             | 月上重火           | Thượng Quan Tranh | Vai phụ   |
| 2021 | Thiên Cổ Quyết Trần                 | 千古玦尘           | Thường Đông       | Vai phụ   |
| 2021 | Hàng xóm của tôi không chịu lớn     | 我的邻居长不大     | Cổ Lộ Hân         | Vai phụ   |
| 2021 | Ái Vô Ngân                          | 爱无痕             | Mộ Dung Bình      | Vai chính |
| 2021 | Xưa kia có ngói lưu ly              | 昔有琉璃瓦         | Phó Kiều Mộc      | Vai chính |

### Phim Điện Ảnh
| Năm  | Tựa đề                             | Tựa đề tiếng Trung | Vai                       | Ghi chú   |
| ---- | ---------------------------------- | ------------------ | ------------------------- | --------- |
| 2012 | Học sinh chuyển trường từ Đài Bắc  | 台北來的插班生     | Tạ Uyển Oánh (niên thiếu) | Vai phụ   |
| 2018 | Thanh xuân của răng                | 青春的牙           | Nhan Vi                   | Vai phụ   |
| 2021 | Nữ bác sĩ tâm lý: Tâm Mê Thủy Ảnh  | 女心理师之心迷水影 | Hạ Đốn                    | Vai chính |
| 2021 | Nữ bác sĩ tâm lý: Ám Dạ Trùng Sinh | 女心理师之暗夜重生 | Hạ Đốn                    | Vai chính |

## Chương trình tạp kỹ
| Năm  | Tên chương trình  | Tựa đề tiếng Trung | Kênh           | Ghi chú            |
| ---- | ----------------- | ------------------ | -------------- | ------------------ |
| 2015 | Ca sĩ là ai       | 歌手是谁           | Bắc Kinh TV    | Tham gia biểu diễn |
| 2016 | Ai là đại ca thần | 谁是大歌神         | Chiết Giang TV | Tham gia biểu diễn |